# Мочарский, Казимеж
Казимеж Дамазы Мочарский, пол. Kazimierz Damazy Moczarski (21 июля 1907, Варшава — 27 сентября 1975, там же) — польский журналист, писатель и военный деятель. В годы войны — шеф бюро информации и пропаганды подпольной организации Армии Крайовой.
Изучал право в Варшавском университете и журналистику в Высшей школе журналистики, в 1931 году направлен на практикум в польское консульство в Париже. В 1932—1934 годах учился в Париже в Институте международного права. После этого до 1939 года занимался журналистикой.
После начала войны с 1940 года становится членом подпольной организации Армии Крайовой. С августа 1942 года сотрудничает в бюро информации и пропаганды этой организации. Принимал участие в нескольких боевых акциях АК. Во время Варшавского восстания 1944 г. он руководил радиостанцией восставших, а с апреля 1945 года возглавил Бюро информации и пропаганды Делегатуры Вооружённых Сил.
11 августа 1945 года схвачен польскими органами государственной безопасности, в тюрьме был подвергнут пыткам на допросах у Романа Ромковского, приговорён к 10 годам заключения. В 1948 году начался новый судебный процесс, в результате которого он в 1952 году был приговорён к смерти. Со 2 марта по 11 ноября 1949 года Мочарский находился в одной камере с несколькими немецкими военными преступниками, включая группенфюрера СС Юргена Штропа, в 1943 году командовавшего подавлением восстания Варшавского гетто. В результате бесед между Мочарским и вскоре казнённым Штропом возникла опубликованная в 1972 г. книга «Беседы с палачом».
После смерти Сталина в 1953 году Верховный суд Польши заменил смертный приговор на пожизненное заключение, однако до 1955 года Мочарский находился в камере смертников (решение суда ему не объявляли до января 1955 г.). В 1956 году Мочарский был помилован и 24 апреля 1956 года освобождён. Вскоре после этого он стал главным редактором польской ежедневной газеты «Kurier Polski». Он ушёл на пенсию в 1975 году в связи с тяжёлой болезнью и в том же году умер.